# E9型柴油机车
E9型柴油机车是美国通用汽车电气动力分部（GM-EMD）于1954年推出的一款干线客运柴油机车，也是整个E系列柴油机车当中第十款亦是最后一款车型。1954年4月至1964年1月之间，位于美国伊利诺伊州拉格兰奇的通用汽车电气动力分部共生产了144台E9型柴油机车，包括100台设有司机室的A节机车、44台没有司机室的B节机车，全部交付美国国内的铁路公司使用，主要用户包括聯合太平洋鐵路、密尔沃基铁路、伯靈頓鐵路、伊利諾伊中央鐵路、南太平洋鐵路、佛罗里达东海岸铁路等。
从1950年代中期至1970年代末，E9型柴油机车是上述这些铁路公司的主型客运机车，曾经担当不少美国著名定期旅客列车的牵引任务，例如联合太平洋铁路的“城市”列车、伯靈頓鐵路的“微风”列车，以及南太平洋铁路的“海岸日光号”和“日落特快号”列车。除了这些著名的长途旅客列车之外，E9型柴油机车和同系列的E7型和E8型型柴油机车一样，也常用于牵引通勤列车和邮政列车。
E89型柴油机车仍然沿用了E7型和E8型型柴油机车的“斗牛犬”式车头，采用流线型外观的整体承载结构棚式车体，机车轴式为A1A-A1A，走行部为两台布贝格式三轴转向架。每节机车装用两台12气缸、1200马力的12-567C型二冲程柴油机，该型柴油机与以前的567B型柴油机相比，除了改用带有圆形手孔盖的新型高强度曲轴箱，还改良了柴油机冷却水管路的设计，额定转速仍从每分钟800转提升至835转。传动系统采用直—直流电传动，每台柴油机各自驱动一台D15B型直流发电机，发出的直流电供给同一转向架上的两台D47型直流牵引电动机。车内还装有一台维帕-克莱森式蒸汽锅炉，蒸汽发生量为每小时1200磅。